# Département de Pilcomayo
Le département de Pilcomayo est une des 9 subdivisions de la province de Formosa, en Argentine. Son chef-lieu est la ville de Clorinda.
Le département a une superficie de 5 342 km2 et sa population s'élevait à 78 114 habitants en 2001.
Le département porte le nom du Río Pilcomayo, qui sert de frontière au nord avec le Paraguay. Le département de Pilcomayo est bordé au nord et à l'est par le Paraguay, au sud par le département de Formosa et à l'ouest par les départements de Patiño et de Pilagás.
Au nord du département se trouve le Parc national Río Pilcomayo.

## Villes et localités

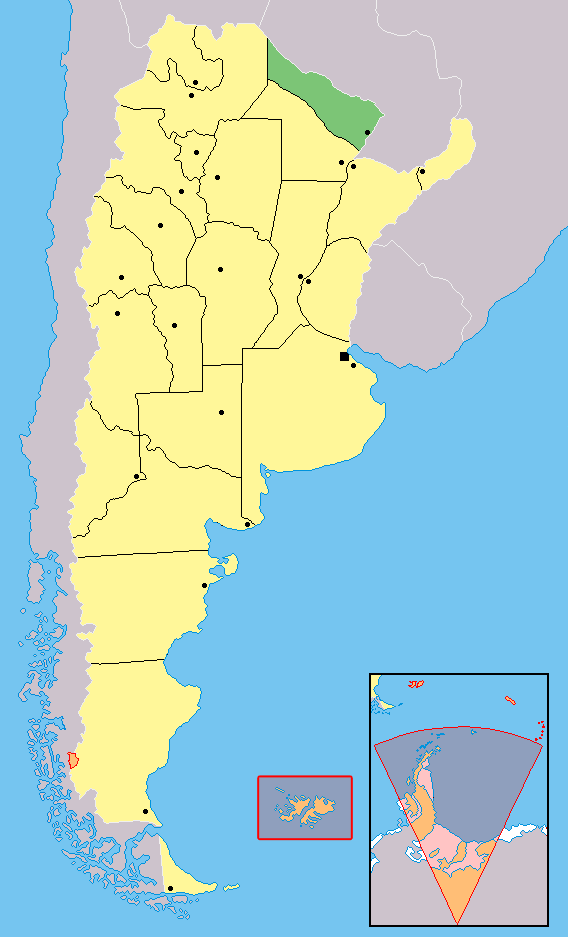
Localisation de la province de Formosa en Argentine.

- Clorinda, chef-lieu
- Laguna Blanca
- Palma Sola
- Riacho He-Hé